# Jovana Stevanović

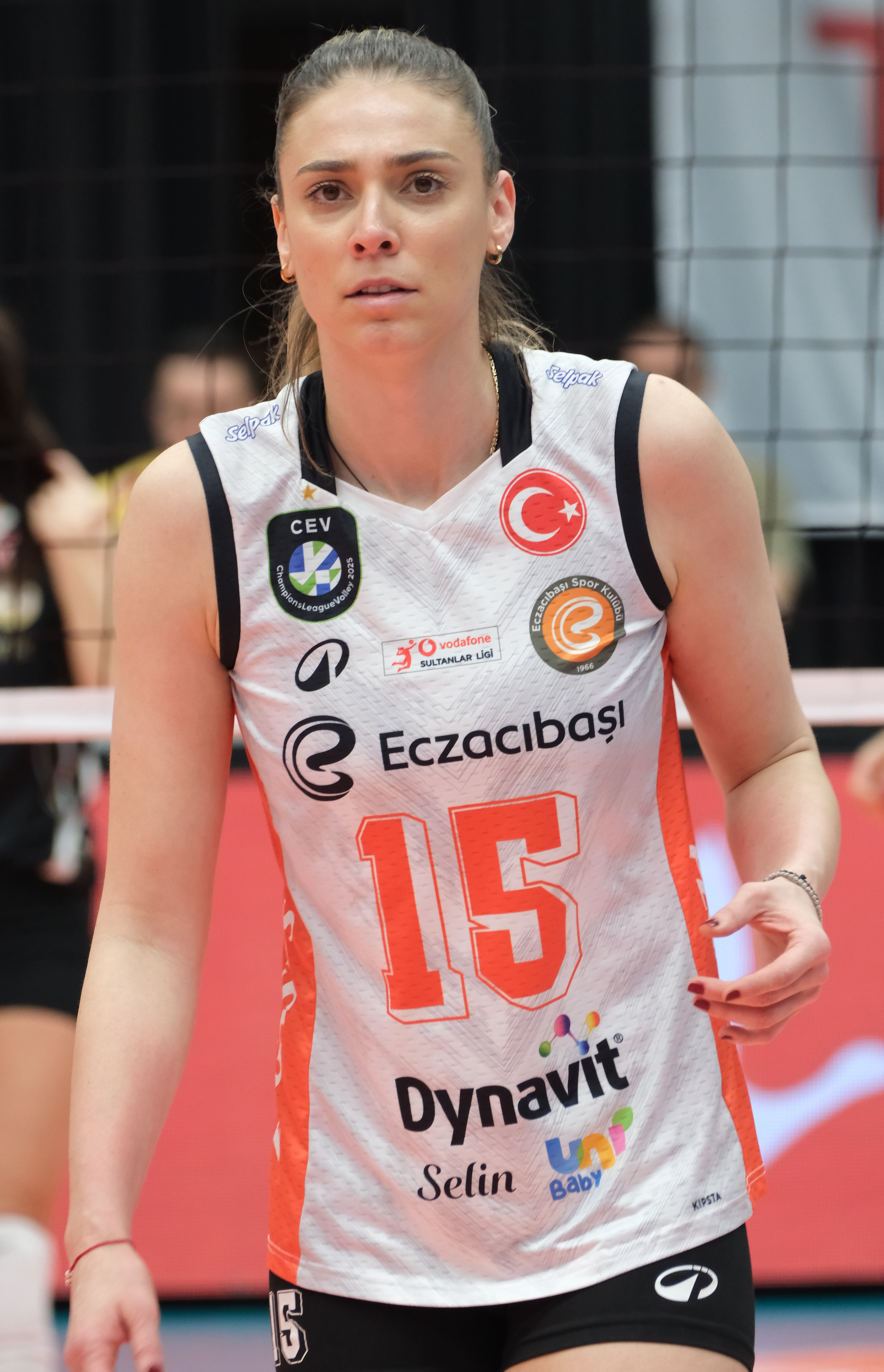
Jovana Stevanović zawodniczką Eczacıbaşı Dynavit Stambuł w sezonie 2024/2025

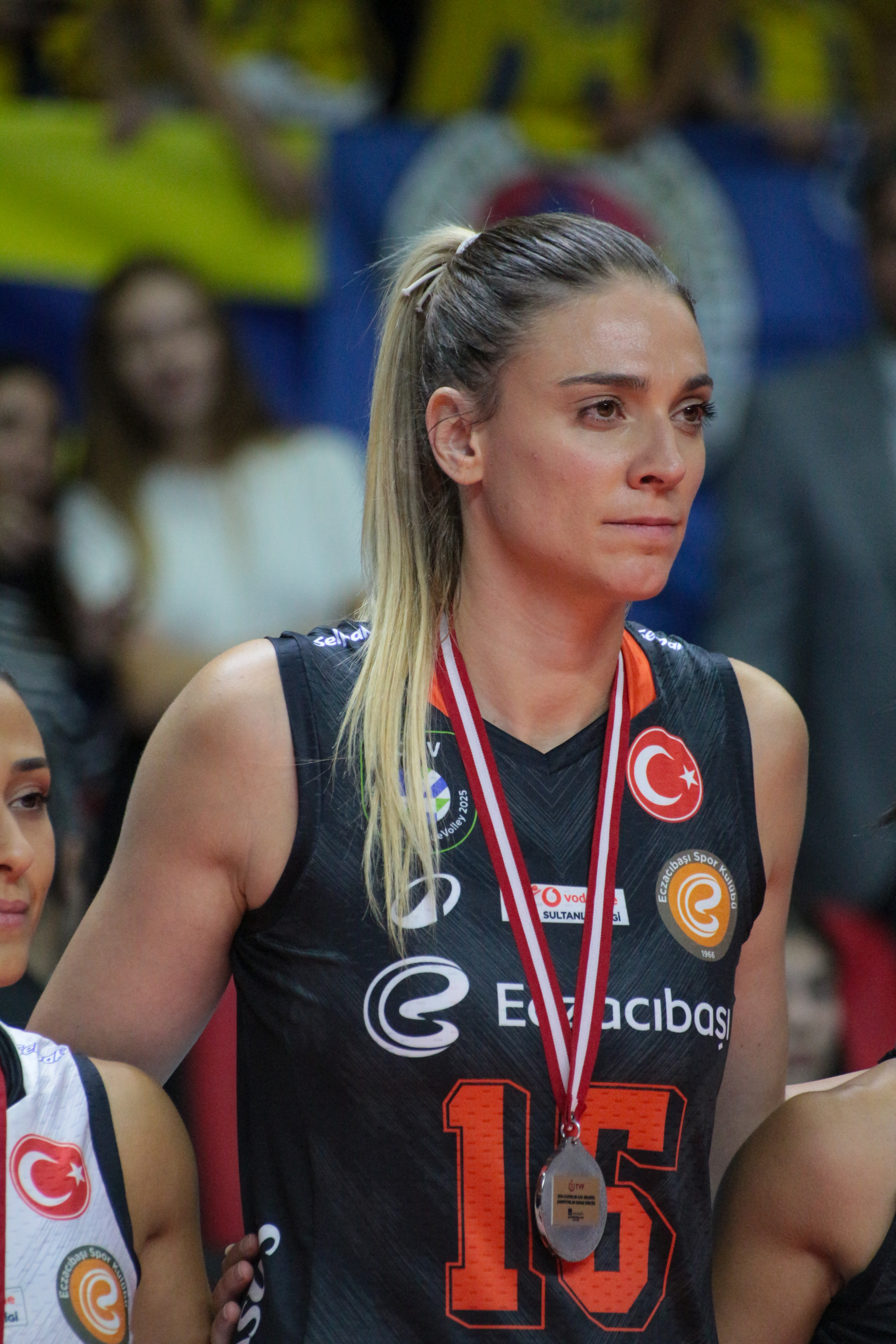
Jovana Stevanović zawodniczką Eczacıbaşı Dynavit Stambuł w sezonie 2024/2025

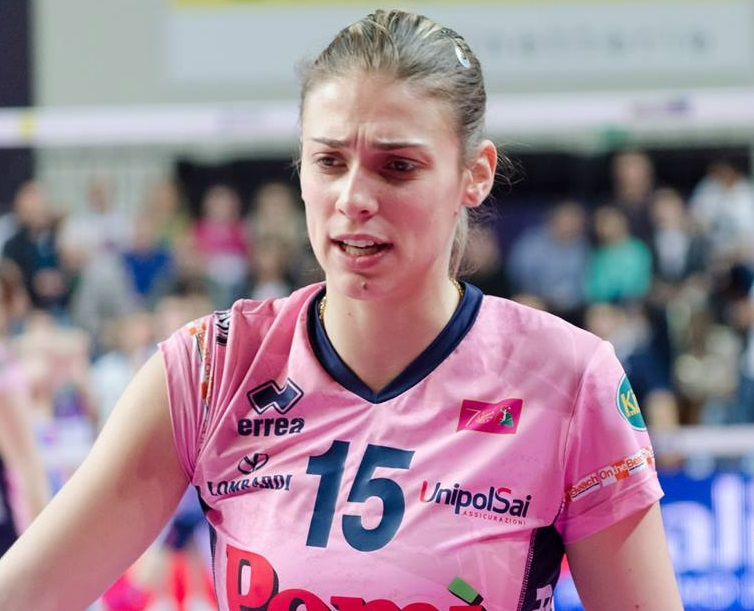
Jovana Stevanović zawodniczką Pomì Casalmaggiore w sezonie 2014/2015

Jovana Stevanović (ur. 30 czerwca 1992 w Belgradzie) – serbska siatkarka, reprezentantka kraju, grająca na pozycji środkowej.

## Kariera klubowa
| Lata      | Klub                       |
| 2008–2013 | Crvena zvezda Belgrad      |
| 2013–2018 | Pomì Casalmaggiore         |
| 2018–2020 | Savino Del Bene Scandicci  |
| 2020–2022 | Unet E-Work Busto Arsizio  |
| 2022–2023 | Vero Volley Monza          |
| 2023–2025 | Eczacıbaşı Dynavit Stambuł |

## Sukcesy klubowe
Liga serbska:
- 2010, 2011, 2012, 2013
- 2009

Puchar Serbii:
- 2010, 2011, 2012, 2013

Memoriał Agaty Mróz-Olszewskiej:
- 2012

Liga włoska:
- 2015
- 2023[4]

Superpuchar Włoch:
- 2015

Liga Mistrzyń:
- 2016

Klubowe Mistrzostwa Świata:
- 2023[5]
- 2016

Liga turecka:
- 2024[6]
- 2025[7]

## Sukcesy reprezentacyjne
Mistrzostwa Europy Kadetek:
- 2009

Mistrzostwa Świata Kadetek:
- 2009

Mistrzostwa Europy Juniorek:
- 2010

Igrzyska Europejskie:
- 2015

Puchar Świata:
- 2015

Mistrzostwa Europy:
- 2017
- 2023[8]
- 2015

Igrzyska Olimpijskie:
- 2016

Grand Prix:
- 2017

Mistrzostwa Świata:
- 2018, 2022[9]

Liga Narodów:
- 2022[10]

## Nagrody indywidualne
- 2012: Najlepsza blokująca Memoriału Agaty Mróz-Olszewskiej
- 2016: Najlepsza środkowa Final Four Ligi Mistrzyń
- 2022: Najlepsza środkowa turnieju finałowego Ligi Narodów
- 2023: Najlepsza środkowa Klubowych Mistrzostw Świata[11]
- 2023: Najlepsza siatkarka 2023 roku w Serbii[12]